# Stamnodes blackmorei
Stamnodes blackmorei är en fjärilsart som beskrevs av Louis W. Swett 1915. Stamnodes blackmorei ingår i släktet Stamnodes och familjen mätare. Inga underarter finns listade i Catalogue of Life.